# Mardik Martin
Mardik Martin (* 16. September 1934 in Abadan, Iran; † 11. September 2019 in Los Angeles, Kalifornien) war ein armenischstämmiger amerikanischer Drehbuchautor.

## Leben und Wirken
Martin, im Iran geboren, wuchs im Irak auf, wo sein Vater während der britischen Kolonialzeit als Kaufmann und Ölfunktionär tätig war. Nach seiner Übersiedlung in die Vereinigten Staaten studierte er an der New York University (Master 1968). Anschließend unterrichtete er von 1968 bis 1973 Drehbuchschreiben an der NYU. Bekannt wurde Martin als Drehbuchautor für Martin Scorsese, an dessen Film Hexenkessel (1973) er mitwirkte. 1976 zog er nach Hollywood und arbeitete in den folgenden Jahren für die Chartoff-Winkler Productions, für die er Drehbücher u. a. für Ken Russells Valentino (1976) schrieb. Für The Last Waltz, die Konzert-Dokumentation über The Band, kooperierte er erneut mit Scorsese; ebenso für Wie ein wilder Stier (1980). Mit Paul Schrader erhielt er 1981 für diesen Film eine Nominierung für den Golden Globe Award in der Kategorie Bestes Filmdrehbuch.
Martin lebte in den folgenden Jahren in Los Angeles; er hatte jedoch wenig Erfolg, den Filmstudios Projekte wie eine Las Vegas-Geschichte um Bette Midler oder ein Drama über den New Yorker Paparazzo Weegee zu verkaufen. Martin war in seinen späteren Jahren als Senior Lecturer an der Filmschule der University of Southern California tätig. 2008 entstand die Filmdokumentation Mardik: Baghdad to Hollywood; 2014 realisierte er mit Fatih Akin das Filmdrama The Cut, das den Völkermord an den Armeniern thematisiert. Dies war seine letzte veröffentlichte Filmproduktion.
Martin verstarb im Alter von 84 Jahren.

## Filmografie (Auswahl)
- 1964: It’s Not Just You, Murray! (Regie: Martin Scorsese)
- 1971: Revenge Is My Destiny (Regie: Joseph Adler)
- 1973: Hexenkessel (Mean Streets, Regie: Martin Scorsese)
- 1976: Valentino (Regie: Ken Russell)
- 1977: New York, New York (Regie: Martin Scorsese)
- 1978: The Band (The Last Waltz, Regie: Martin Scorsese)
- 1978: American Boy: A Profile of Steven Prince (Regie: Martin Scorsese)
- 1980: Wie ein wilder Stier (Raging Bull, Regie: Martin Scorsese)
- 2008: Mardik: Baghdad to Hollywood (Dokumentation, Regie: Ramy Katrib & Evan York)
- 2014: The Cut (Regie: Fatih Akin)